# Gare d'Axat
La gare d'Axat est une gare ferroviaire française de la ligne de Carcassonne à Rivesaltes, située sur le territoire de la commune d'Axat, dans le département de l'Aude, en région Occitanie.
Elle est mise en service en 1904 par la Compagnie des chemins de fer du Midi et du Canal latéral à la Garonne. C'est une halte ferroviaire du Train du pays Cathare et du Fenouillèdes, desservie par tous le trains touristiques de cette association.

## Situation ferroviaire
Établie à 414 mètres d'altitude, la gare d'Axat est située au point kilométrique (PK) 412,115 de la ligne de Carcassonne à Rivesaltes entre les gares ouvertes de Saint-Martin-Lys et de Lapradelle,.

## Histoire
Cette gare a été mise en service le 22 mai 1904 lors de l'ouverture du tronçon entre Quillan et Saint-Paul-de-Fenouillet de la ligne de Carcassonne à Rivesaltes.
La section entre Quillan et Rivesaltes a été fermée au trafic voyageurs le 18 avril 1939. 
En 1992, l'association TPCF a été créée et le premier train circula en 2001.

## Service des voyageurs

### Accueil
La gare se situe au nord-ouest du centre-ville.

### Desserte
Cette gare est desservie par des trains de TPCF.

### Intermodalité
Proche d'un rond-point de la rue du 19 mars 1962, il y a un arrêt de bus liO desservi par les lignes 402 et 411. La gare dispose également d'un parking.